# Yasser
Yasser (in arabo: ياسر) è un nome proprio di persona arabo maschile.

## Varianti
- Maschili: ياسر (Yassir, Yaser, Yasir, Yeser; varianti di traslitterazione)[1]

## Origine e diffusione
Significa "essere ricco", essendo derivato dall'arabo يسر (yasira), "diventare agiato".

## Onomastico
Essendo un nome adespota, cioè non portato da alcun santo, l'onomastico si festeggia il 1º novembre in occasione di Ognissanti.

## Persone

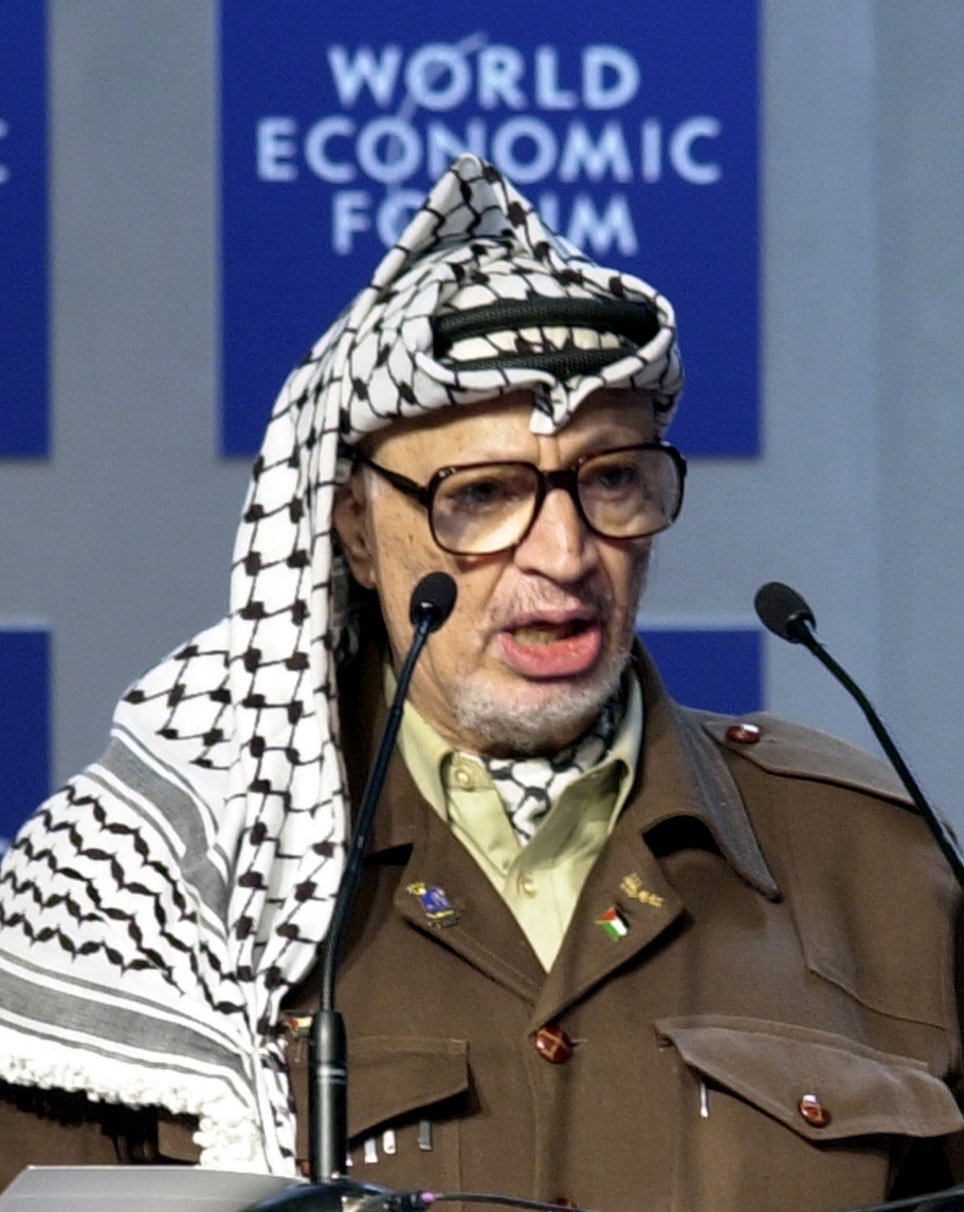
Yasser Arafat

- Yasser Al-Habib, religioso kuwaitiano
- Yasser Al-Qahtani, calciatore saudita
- Yasser Arafat, politico palestinese
- Yasser Ibrahim Farag, atleta egiziano
- Yasser Mohamed, giocatore di calcio a 5 egiziano
- Yasser Radwan, calciatore egiziano
- Yasser Romero, pallavolista cubano
- Yasser Seirawan, scacchista statunitense

### Varianti
- Yasir Al-Shahrani, calciatore saudita
- Yassir Al-Taifi, calciatore saudita